# Paper Route
Paper Route es una banda de rock alternativo estadounidense originaria de Nashville, Tennessee formada en 2004. La banda está conformada por Chad Howat (bajo, piano), J.T. Daly (vocales, teclados, y percusión), Andy Smith (vocales, guitarra, armónica y theremín) y Gavin McDonald (batería).

## Historia
Paper Route surgió a principios del verano de 2004 en Nashville, cuando el bajista Chad Howat comenzó a quedarse todas la noches en su departamento haciendo música con una variedad de instrumentos y creó algunas canciones).
Luego, su viejo amigo J.T. Daly se unió al proyecto al poco tiempo, seguido de la llegada de otro antiguo compañero de banda un mes después, Andy Smith, que añadió la voz, la guitarra, la armónica, y un sintetizador para realizar mezclas. 
Después de realizar algunas contribuciones, el trío pronto completó bastante material para un EP, que fue publicado en agosto de 2006 por el sello discográfico Drama Club Records. 
Desde finales de julio hasta agosto de 2008, Paper Route fue una de las bandas de apoyo en The Final Riot! Tour, del grupo punk Paramore junto a las bandas Phantom Planet, y Jack's Mannequin. También han viajado en otras giras con las bandas Copeland, Passion Pit, y She Wants Revenge. 
A principios de 2008, el programa de televisión One Tree Hill eligió algunas de las canciones más destacadas de Paper Route para los episodios Life is short y Cryin' Won't Help You Now. La canción Last time fue escogida para ser la canción oficial de la carrera Nike + Human Race en agosto de 2008. 
Al poco tiempo, Paper Route reclutó al baterista Gavin McDonald, que se unió a tiempo al grupo para la creación del primer álbum de estudio titulado Absence y publicado el 28 de abril de 2009 por Universal Records.
El álbum alcanzó el puesto 13  en la revista Billboard detrás del sencillo "Carousel".
A finales de 2009, fueron nuevamente una banda de apoyo en el Brand New Eyes Tour  de Paramore, al igual que otras bandas tales como 
Now, Now Every Children, You Me at Six y The Swellers.
En marzo de 2010, Paper Route fue destacado por el sitio web de música norteamericano Shred News como uno de los 10 Artistas 
para ver en 2010.
La película (500) Days of Summer utilizó la canción "The Music" de Paper Route para la producción del film.
En noviembre de 2010, Paper Route anunció que Andy Smith, quien co-escribió y cantó las canciones más populares de la banda (voz, guitarra, armónica) dejaba la banda para unirse al grupo Brother Leather.
La banda anunció el 28 de diciembre de 2010 a través de la red social Twitter que estaban trabajando en su nuevo álbum de estudio y una gira para 2011. En septiembre de 2012 lanzaron su segundo álbum de estudio titulado The Peace of Wild Things por el sello Tree of Hearts.

## Discografía

### Álbumes
| Título                   | Detalles                                                                                               | Máxima posición en lista | Máxima posición en lista | Máxima posición en lista | Máxima posición en lista |
| Título                   | Detalles                                                                                               | US                       | US Heat.                 | US Ind.                  | NZL                      |
| ------------------------ | --- | ------------------------ | ------------------------ | ------------------------ | ------------------------ |
| Absence                  | - Lanzamiento: 28 de abril de 2009 - Sello: Universal Motown - Formatos: LP CD, descarga digital       | —                        | 13                       | —                        | —                        |
| The Peace of Wild Things | - Lanzamiento: 11 de septiembre de 2012 - Sello: Tree of Hearts - Formatos: LP, CD, descarga digital   | 164                      | 8                        | 40                       | 34                       |
| Real Emotion             | - Lanzamiento: 23 de septiembre de 2016 - Sello: Kemosabe Records - Formatos: LP, CD, descarga digital | —                        | 12                       | —                        | —                        |

### Extended plays
| Título                                           | Detalles                                                                                         |
| ------------------------------------------------ | ------------------------------------------------------------------------------------------------ |
| Paper Route                                      | - Lanzamiento: 29 de agosto de 2006 - Sello: Drama Club Records - Formatos: CD                   |
| A Thrill of Hope (EP navideño)                   | - Lanzamiento: diciembre de 2006 - Sello: Universal - Formatos: descarga digital                 |
| Are We All Forgotten                             | - Lanzamiento: 8 de julio de 2008 - Sello: Low Altitude Records - Formatos: CD, descarga digital |
| Thank God the Year Is Finally Over (EP navideño) | - Lanzamiento: 2009 - Formatos: descarga digital                                                 |
| Additions (Remixes)                              | - Lanzamiento: 30 de marzo de 2010 - Sello: Universal Motown - Formatos: CD, descarga digital    |

### Videoclips
| Año  | Título              | Álbum   |
| ---- | ------------------- | ------- |
| 2009 | "Gutter"            | Absence |
| 2009 | "A Night In Review" | Absence |
| 2009 | "Carousel"          | Absence |
| 2009 | "Last time"         | Absence |